# Babel Green
Babel Green – wieś w Anglii, w hrabstwie Suffolk. Leży 44 km na zachód od miasta Ipswich i 81 km na północny wschód od Londynu.